# Айвор Новелло
Айвор Новелло (Ivor Novello, настоящее имя — David Ivor Davies, 15 января 1893 — 6 марта 1951) — валлийский композитор, певец и актёр; один из популярнейших персонажей британской индустрии развлечения первой половины XX века. Имя его носит награда Ivor Novello Awards, учреждённая в 1955 году и призванная оценивать в первую очередь мастерство авторов и аранжировщиков в популярном музыкальном искусстве, и известный театр в лондонском Вест-Энде.

## Биография
Новелло родился в Кардиффе, Уэльс, в семье сборщика налогов Дэвида Дэвиса и Клары Новелло-Дэвис, известной певицы и преподавательницы, основавшей Валлийский женский хор (Welsh Ladies Choir). Уже в детстве Айвор занялся пением и имел успех на фестивале Айстедвод:29. Он учился в оксфордской Magdalen College School, где пел в хоре. В январе 1927 года Айвор официально принял фамилию матери, по которой он был известен на сцене ещё с 1918 года:120.
В 1916 году Новелло был призван в ряды вооружённых сил и в звании младшего лейтенанта начал подготовку в надежде стать пилотом; однако, после того, как его первые два самостоятельных полёта закончились неудачно, Новелло был переведён в наземное подразделение и остаток войны прослужил в должности клерка:57-62.
В течение почти 30 лет Новелло поддерживал любовные отношения с актёром Бобби Эндрюсом.
Первую известность Айвору Новелло принесла песня «Keep the Home Fires Burning», написанная им в 1915 году. Большой успех имел его музыкальный спектакль «Theodore & Co», песни к которому он также написал в военные годы. Новелло, создававший свои мюзиклы в опереточной форме, оказался одним из последних известных композиторов этого жанра. Либретто в основном писал он сам; над текстами сценических шоу работал Кристофер Хэссалл (англ. Christopher Hassall).
В 2001 году Айвор Новелло стал одним из второстепенных героев фильма «Госфорд-парк». Его роль исполнил Джереми Нортэм.

## Популярные постановки
- Theodore & Co (1917)
- The Truth Game (1928)[6]
- Glamorous Night (1935)
- Careless Rapture (1936)
- Crest of the Wave (1937)
- The Dancing Years (1939)
- Arc de Triomphe (оперетта) (1943)
- Perchance to Dream (1945)
- King’s Rhapsody (1949)
- Gay’s the Word (1951)

## Известные песни
- «Keep the Home Fires Burning»[7]
- «Fold Your Wings»
- «Shine Through my Dreams»
- «Rose of England»
- «I Can Give you the Starlight»
- «My Dearest Dear»
- «When I Curtsied to the King»
- «We’ll Gather Lilacs»
- «Someday my Heart will Awake»
- «Yesterday»
- «Waltz of my Heart»
- «My Life Belongs To You»

## Фильмография

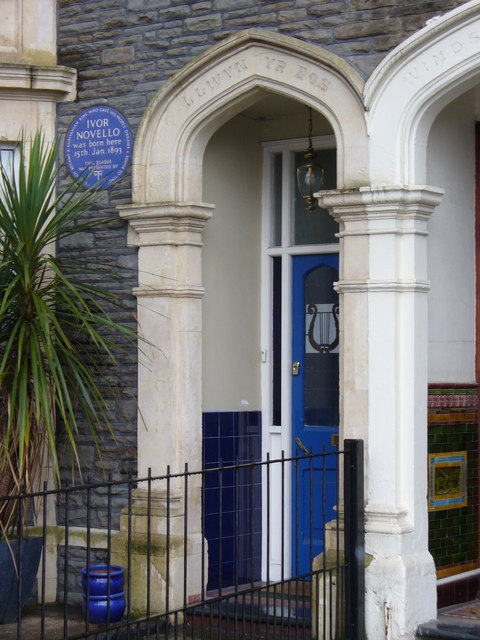
Место рождения Новелло

- 1919 — The Call of the Blood (L’Appel du Sang)
- 1920 — Miarka: The Daughter of the Bear (Miarka, Fille de L’Ourse)
- 1922 — Carnival
- 1922 — The Bohemian Girl
- 1923 — The Man Without Desire
- 1923 — Белая роза / The White Rose
- 1923 — Bonnie Prince Charlie
- 1925 — The Rat
- 1926 — The Triumph of the Rat
- 1927 — Жилец / The Lodger: A Story of the London Fog — жилец
- 1927 — По наклонной / Downhill — Родди Бервик
- 1928 — The Vortex
- 1928 — The Constant Nymph
- 1928 — The Gallant Hussar
- 1928 — The South Sea Bubble
- 1928 — The Return of the Rat
- 1930 — Symphony in Two Flats
- 1931 — Once a Lady
- 1932 — The Phantom Fiend
- 1932 — Tarzan the Ape Man
- 1933 — I Lived With You
- 1933 — Sleeping Car
- 1934 — Autumn Crocus